# Carro
För andra betydelser, se Carro (olika betydelser).
Carro är en kommun i provinsen La Spezia i den italienska regionen Ligurien. Kommunen hade 527 invånare (2018) och gränsar till kommunerna Carrodano, Castiglione Chiavarese, Deiva Marina, Maissana, Sesta Godano och Varese Ligure,